# Heodes burgundiae
Heodes burgundiae är en fjärilsart som beskrevs av Bellenger och Descimon 1977. Heodes burgundiae ingår i släktet Heodes och familjen juvelvingar. Inga underarter finns listade i Catalogue of Life.